# Лижні перегони на зимових Олімпійських іграх 2006
Змагання з лижних перегонів на зимових Олімпійських іграх 2018 в Пхьончхані проходили з 11 по 26 лютого в італійському місті Праджелато неподалік Турина.
В рамках змагань, як і на попередніх Олімпійських іграх, було розіграно 12 комплектів нагород.

## Чемпіони та призери

### Таблиця медалей
| Місце  | Країна          | Золото | Срібло | Бронза | Загалом |
| ------ | --------------- | ------ | ------ | ------ | ------- |
| 1      | Швеція (SWE)    | 3      | 0      | 2      | 5       |
| 2      | Естонія (EST)   | 3      | 0      | 0      | 3       |
| 3      | Росія (RUS)     | 2      | 2      | 3      | 7       |
| 4      | Італія (ITA)    | 2      | 0      | 2      | 4       |
| 5      | Чехія (CZE)     | 1      | 2      | 0      | 3       |
| 6      | Канада (CAN)    | 1      | 1      | 0      | 2       |
| 7      | Німеччина (GER) | 0      | 3      | 1      | 4       |
| 7      | Норвегія (NOR)  | 0      | 3      | 1      | 4       |
| 9      | Франція (FRA)   | 0      | 1      | 0      | 1       |
| 10     | Австрія (AUT)   | 0      | 0      | 1      | 1       |
| 10     | Фінляндія (FIN) | 0      | 0      | 1      | 1       |
| 10     | Польща (POL)    | 0      | 0      | 1      | 1       |
| Усього | Усього          | 12     | 12     | 12     | 36      |

### Чоловіки
| Дисципліна                      | Золото                                                                                | Золото | Срібло                                                                         | Срібло | Бронза                                                                     | Бронза |
| ------------------------------- | ------------------------------------------------------------------------------------- | ------ | ------------------------------------------------------------------------------ | ------ | -------------------------------------------------------------------------- | ------ |
| 15 км вільним стилем            | Андрус Веерпалу · Естонія                                                             |        | Лукаш Бауер · Чехія                                                            |        | Тобіас Ангерер · Німеччина                                                 |        |
| Скіатлон 30 км                  | Євген Дементьєв · Росія                                                               |        | Фруде Естіль · Норвегія                                                        |        | П'єтро Піллер Коттрер · Італія                                             |        |
| 50 км класичним стилем          | Джорджо Ді Чента · Італія                                                             |        | Євген Дементьєв · Росія                                                        |        | Михайло Ботвинов · Австрія                                                 |        |
| Естафета 4 x 10 км              | Італія (ITA) Фульбіо Вальбуза Джорджо Ді Чента П'єтро Піллер Коттрер Кристіан Дзордзі |        | Німеччина (GER) Андреас Шлюттер Йенс Фільбріх Рене Зоммерфельдт Тобіас Ангерер |        | Швеція (SWE) Матс Ларссон Юган Ульссон Андерс Седергрен Матіас Фредрікссон |        |
| Спринт класичним стилем         | Б'єрн Лінд · Швеція                                                                   |        | Родді Даррагон · Франція                                                       |        | Тобіас Фредрікссон · Швеція                                                |        |
| Командний спринт вільним стилем | Швеція (SWE) Тобіас Фредрікссон Б'єрн Лінд                                            |        | Норвегія (NOR) Йенс Арне Свартедал Тур Арне Хетланн                            |        | Росія (RUS) Іван Алипов Василь Рочев                                       |        |

### Жінки
| Дисципліна                      | Золото                                                                                         | Золото | Срібло                                                                        | Срібло | Бронза                                                                            | Бронза |
| ------------------------------- | ---------------------------------------------------------------------------------------------- | ------ | ----------------------------------------------------------------------------- | ------ | --------------------------------------------------------------------------------- | ------ |
| 10 км вільним стилем            | Крістіна Шмігун-Вяхі · Естонія                                                                 |        | Маріт Бйорген · Норвегія                                                      |        | Гільде Педерсен · Норвегія                                                        |        |
| Скіатлон 15 км                  | Крістіна Шмігун-Вяхі · Естонія                                                                 |        | Катержина Нойманова · Чехія                                                   |        | Євгенія Медведєва-Арбузова · Росія                                                |        |
| 30 км класичним стилем          | Катержина Нойманова · Чехія                                                                    |        | Юлія Чепалова · Росія                                                         |        | Юстина Ковальчик · Польща                                                         |        |
| Естафета 4 x 5 км               | Росія (RUS) Наталія Баранова-Масалкіна Лариса Куркіна Юлія Чепалова Євгенія Медведєва-Арбузова |        | Німеччина (GER) Штефані Белер Віола Бауер Еві Захенбахер-Штеле Клаудія Нюстад |        | Італія (ITA) Аріанна Фолліс Габріела Паруцці Антонелла Конфортола Сабіна Вальбуза |        |
| Спринт класичним стилем         | Чандра Крофорд · Канада                                                                        |        | Клаудія Нюстад · Німеччина                                                    |        | Альона Сидько · Росія                                                             |        |
| Командний спринт вільним стилем | Швеція (SWE) Ліна Андерссон Анна Ульссон                                                       |        | Канада (CAN) Сара Реннер Беккі Скотт                                          |        | Фінляндія (FIN) Айно-Кайса Саарінен Вірпі Сарасвуо                                |        |